# Toccata und Fuge d-Moll BWV 565

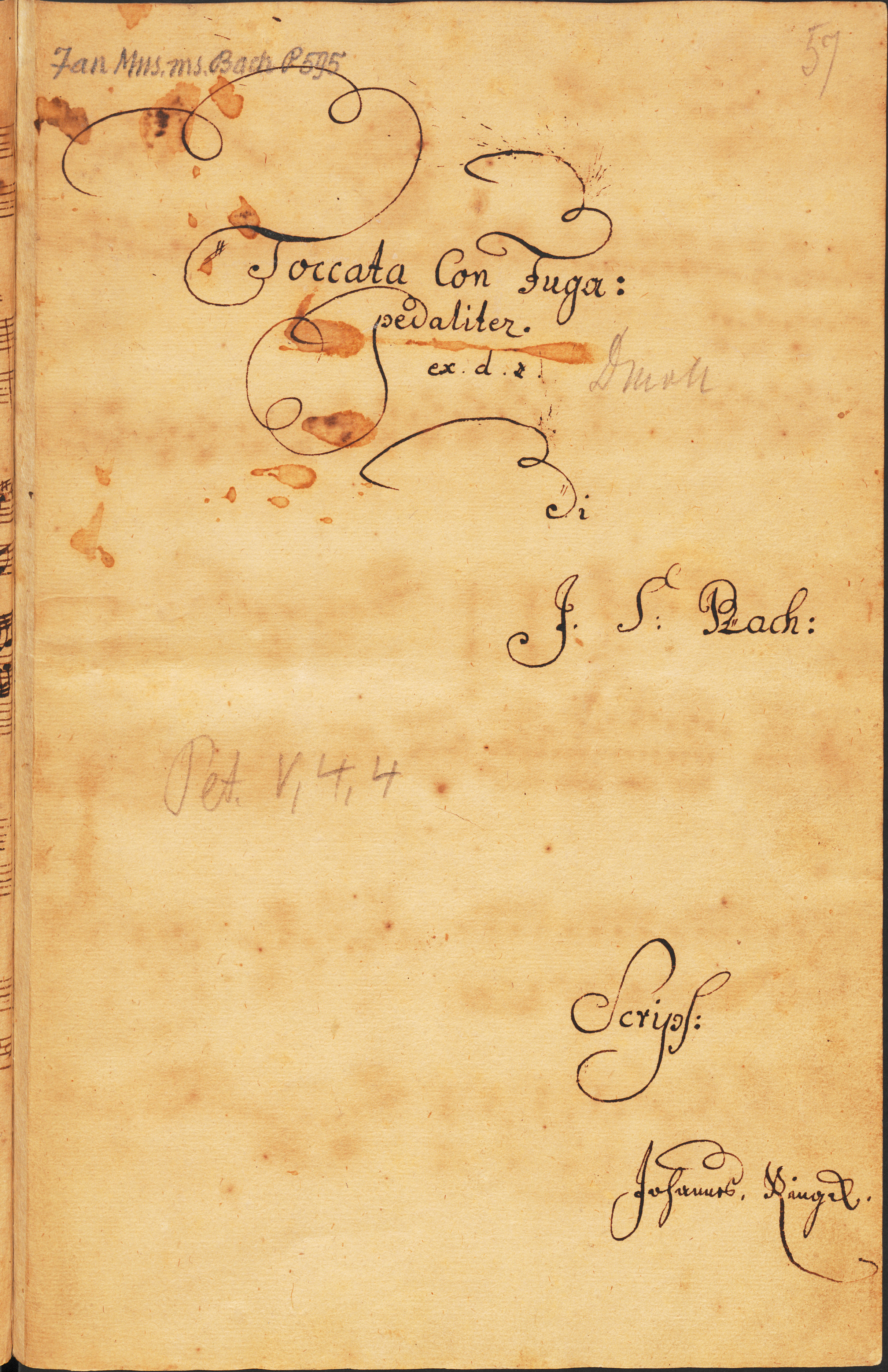
Titelblatt der ältesten überlieferten Abschrift von Johannes Ringk (nach 1750)

Toccata und Fuge in d-Moll (BWV 565) ist wohl das mit Abstand bekannteste Orgelwerk Johann Sebastian Bachs und der gesamten europäischen Kunstmusik. Die Komposition besteht aus drei Abschnitten: einer Toccata, also einem Präludium (Vorspiel) aus schnellen Läufen und vollgriffigen Akkorden, und einer sich anschließenden vierstimmigen Fuge, die ihrerseits in einen mit „Recitativo“ bezeichneten Schlussabschnitt mündet, der wieder den quasi improvisatorischen Charakter des Anfangs aufnimmt. Alle Teile sind durch deutliche motivische und harmonische Bezüge miteinander verbunden.

## Musik

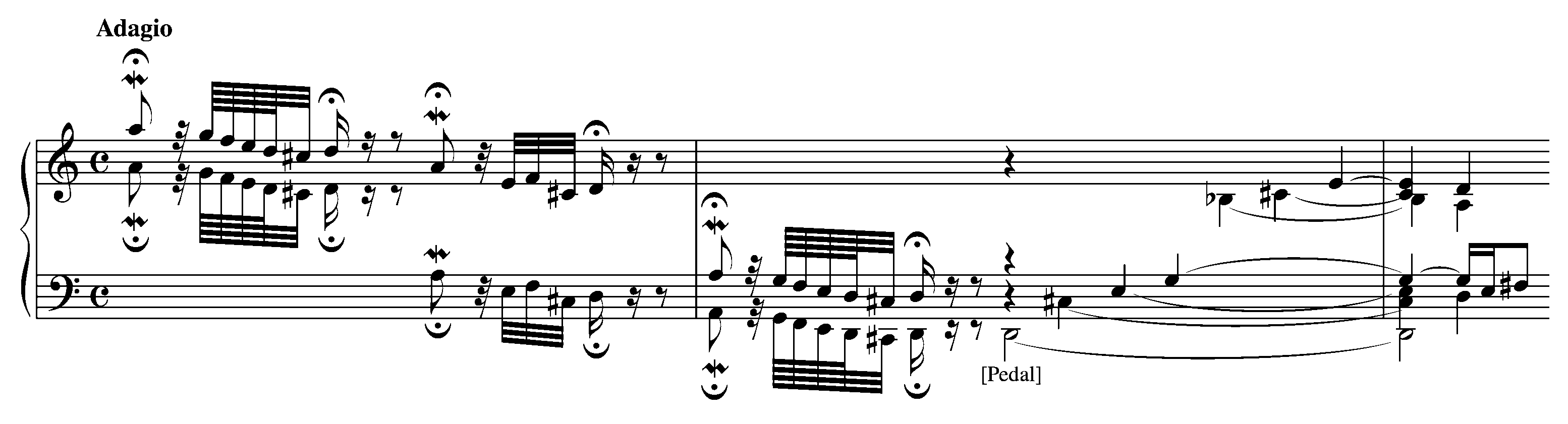
Anfangstakte der Toccata

Das Werk beginnt mit drei charakteristischen schnellen Rufen beider Hände in Oktaven; es folgt ein verminderter Septakkord über dem Orgelpunkt des Grundtons seiner Auflösung. Damit ist bereits das wesentliche melodische Material vorgestellt, aus dem sich der weitere Verlauf entwickelt. So wird der Septakkord immer wieder zur Gliederung schnellen Passagenwerks eingesetzt, und ähnlich bildet er in arpeggierter Form die Basis für die virtuosen Figuren, in denen immer beide Hände parallel geführt werden. „Verminderte Sept- und neapolitanische Sextakkorde bilden eine Kombination altertümlicher und moderner Harmonik, die für den jungen Bach geradezu charakteristisch erscheint.“
Wichtiger noch ist das Element des von der Quint zum Leitton (siebte Stufe) absteigenden Tonleiterfragments, aus dem die meisten melodischen Vorgänge abgeleitet sind und ein Motiv, das die Töne eines Tonleitergangs mit einem gleichbleibenden, repetierten Liegetons abwechseln lässt – eine latent zweistimmige Satzweise, die in Violinliteratur häufig ist und dort als Bariolagetechnik bekannt ist.
Auch die Fuge entwickelt ihr Thema aus dieser Idee; ähnliche, latent zweistimmige Themen verwendete Bach auch in späteren Fugen, etwa in der e-Moll-Fuge des Wohltemperierten Klaviers (BWV 855). Das Thema ist zur Engführung nicht geeignet und wird konsequent auch eher locker durchgeführt: Schon die Exposition ist nur dreistimmig, auch später nehmen die Zwischenspiele einen breiten Raum ein, so dass das Schluss-Rezitativ, das wieder Elemente der Toccata aufnimmt, ganz organisch aus der Fuge hervorgeht. Wirklich vierstimmig ist sie nur an wenigen kurzen Stellen, und auf kontrapunktische Finessen wie Augmentation oder Umkehrung, die zum Beispiel in der Fuge in c-Moll BWV 871 auftreten, wird ganz verzichtet. Dem gegenüber steht ein sehr ambitionierter Tonartenplan; neben einem Comes (2. Themeneinsatz) auf der IV. Stufe treten auch Einsätze auf der III. und in der Molltonart der VII. Stufe auf, die Parallelen zur Fuge BWV 947 bilden. Die Proportionierung nach vier Ritornellen und drei Episoden wird hervorgehoben durch streckenweisen Verzicht auf das Pedal, durch Einstimmigkeit und ein Pedalsolo – Mittel, die „sich in Bachs Schaffen nicht durchgesetzt [haben], sondern […] von anderen Techniken abgelöst worden“ sind.

## Stil

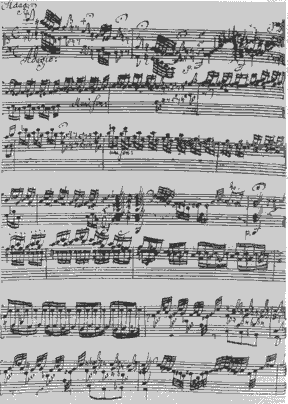
Beginn der ältesten überlieferten Abschrift von Johannes Ringk (nach 1750)

Toccata und Fuge d-Moll galt lange Zeit unbestritten als Werk von Johann Sebastian Bach. Das Werk wurde wohl zwischen 1703 und 1707 in Arnstadt geschrieben, stellt also ein Jugendwerk dar. Der Vergleich mit der wenig später entstandenen und deutlich reiferen C-Dur-Toccata zeigt Bachs schnelle Weiterentwicklung, aber auch, dass er sich noch in einer Experimentierphase befand. Während im späteren Werk Bachs Parallelführungen der beiden Hände in Oktaven praktisch nicht mehr vorkommen, erklären sie sich hier zwanglos daraus, dass die kleine Arnstädter Orgel nicht über nach unten oktavierende 16'-Register verfügte – daneben aber wohl auch daraus, dass die Komposition ursprünglich für ein Saitenclavier mit Pedal geschrieben worden sein dürfte, das traditionelle Übungsinstrument von Organisten.
Toccata und Fuge d-Moll sind auffällig stark auf Wirkung angelegt; dem steht eine zwar ausdrucksstarke, aber zumindest in der Toccata überraschend einfache Harmonik entgegen: Der wesentliche und immer wieder durchgespielte harmonische Vorgang ist der verminderte Septakkord der siebten Stufe und seine Auflösung; stellenweise tritt noch die zweite Stufe hinzu. Auch größere Modulationen bleiben in der Toccata aus. Andererseits nötigt die wohl bewusste Beschränkung und der sehr ökonomische Einsatz dieses Materials Bewunderung ab. Die Frische der Erfindung und die bezwingende Einfachheit der Konstruktion haben dem Werk schnell Freunde gemacht.
Bach verwendete die meisten seiner Cembalo- und Orgelwerke in Leipzig im Unterricht; so existieren oft Abschriften vieler seiner Schüler. Dabei nahm er selbstverständlich Werke aus, die er – Jahrzehnte nach ihrer Entstehung – nicht mehr für geeignet hielt; dies erklärt die vergleichsweise dünne Überlieferungslage vieler seiner Jugendwerke. So ist auch die Toccata d-Moll nicht im Autograph, sondern nur in einer einzigen Abschrift des Kopisten Johannes Ringk überliefert.

## Autorschaft
Seit 1930 waren zunächst in England Zweifel an Bachs Urheberschaft aufgekommen – das Werk hat einige stilistische Eigenarten, die deutlich von Bachs zweifelsfrei überlieferten Stücken abweichen. Bach könnte möglicherweise ein fremdes Werk abgeschrieben oder bearbeitet haben. Es könnte eine niedergeschriebene Improvisation Bachs sein, und einige Passagen lassen an eine Entstehung als Werk für Violine denken.
Man kann die stilistischen Besonderheiten der Toccata durchaus als Elemente von Bachs Frühstil auffassen. Der ungewöhnliche Beginn in Oktaven könnte einfach auf eine Orgel (oder ein Pedalcembalo) ohne Sechzehnfußregister im Manual zurückgehen. Belege für einen anderen Komponisten sind (Stand 2006) nicht vorgetragen worden; die hohe kompositorische Qualität spricht (trotz ungewöhnlicher Details) stark für Bachs Autorschaft. Auch gab es für den Schreiber Johannes Ringk keinen plausiblen Grund, ein fremdes Werk als eins von Bach auszugeben. Es ist schwierig, Bachs schnelle Entwicklung als Komponist in einer Phase zu erfassen, aus der nur wenige Vergleichswerke erhalten sind.

## Wichtige Bearbeitungen
- Ferruccio Busoni arbeitete die Komposition zu einem virtuosen Werk für Klavier um.
- Leopold Stokowski bearbeitete sie für Orchester. Stokowskis Bearbeitung wurde von Walt Disney in seinem Film Fantasia verwendet, wo die Musik und vor allem die Spieler ins Bild gesetzt werden.
- Enjott Schneider hat unter dem Titel Ataccot eine „retrograde Version“ der Toccata (ohne die Fuge) veröffentlicht.[11]

## Rezeption in der Populärkultur
Vergleichbar wohl nur mit den ersten Takten der 5. Sinfonie von Ludwig van Beethoven, assoziiert heute schon ein auf der Orgel in einem halligen Raum in Oktaven gespielter Mordent reflexartig die d-Moll-Toccata und steht in der Populärkultur oft ikonographisch für „Ernsthaftigkeit“ und „sakrale Würde“. Das Werk fand Eingang in die Pop- und Rockmusik und diente als Filmmusik – u. a. in Richard Fleischers Verfilmung von Jules Vernes Roman 20.000 Meilen unter dem Meer (1954) oder Norman Jewisons dystopischem Film Rollerball aus dem Jahr 1975 – sowie als Hintergrundmusik von Computerspielen.